# Jung Jin-hwa
Jung Jin-hwa est un pentathlonien Sud-coréen.

## Palmarès
| Discipline/Année                         | 2012 | 2013 | 2014 | 2015 | 2016 |
| ---------------------------------------- | ---- | ---- | ---- | ---- | ---- |
| Jeux olympiques Individuel               | 11e  | -    | -    | -    | 13e  |
| Championnats du monde seniors Individuel | 3e   | -    | -    | -    | -    |
| Championnats du monde seniors Équipe     | 3e   | -    | -    | -    | 3e   |
| Championnats du monde seniors Relais     | 1er  | -    | -    | -    | -    |
| Coupe du monde seniors Individuel        | -    | -    | -    | -    | -    |

Ce palmarès n'est pas complet